# یواس‌اس کولوسا (ای‌پی‌ای-۷۴)
یواس‌اس کولوسا (ای‌پی‌ای-۷۴) (به انگلیسی: USS Colusa (APA-74)) یک کشتی بود که طول آن ۴۲۶ فوت (۱۳۰ متر) بود. این کشتی در سال ۱۹۴۴ ساخته شد.